# Supercoppa del Portogallo 1991 (hockey su pista)
La Supercoppa del Portogallo 1991 è stata la 10ª edizione dell'omonima competizione portoghese di hockey su pista. Il torneo ha avuto luogo dal 28 settembre al 5 ottobre 1991. 
A conquistare il trofeo è stato il Porto al nono successo nella sua storia.

## Squadre partecipanti
| Club    | Qualificazione                       | Partecipazioni precedenti (il grassetto indica la vittoria) |
| ------- | ------------------------------------ | ----------------------------------------------------------- |
| Porto   | Detentore della 1ª Divisão           | 1983, 1984, 1985, 1986, 1987, 1988, 1989, 1990              |
| Benfica | Detentore della Coppa del Portogallo | 1982, 1983, 1986                                            |

## Risultati
| Squadra 1 | Totale  | Squadra 2 | Andata | Ritorno |
| --------- | ------- | --------- | ------ | ------- |
| Porto     | 11 - 10 | Benfica   | 9 - 4  | 2 - 6   |

| Porto 28 settembre 1991 Finale di andata | Porto | 9 – 4 | Benfica |  |

| Lisbona 5 ottobre 1991 Finale di ritorno | Benfica | 6 – 2 | Porto |  |